# Svidník
Svidník (maďarsky Felsővízköz, německy Oberswidnik, rusínsky Свідник, Svidnyk) je okresní město ležící v severní části Nízkých Beskyd asi 20 km východně od Bardejova, v Prešovském kraji.

## Historie
Město vzniklo v roce 1944 sloučením dvou obcí na protilehlých březích řeky Ladomirky, na levém břehu to byl Nižný a na pravém Vyšný Svidník. S městem se historicky pojí obě světové války, jejichž zásah měl velký vliv na vývoj území. Severovýchodní Slovensko se díky své geografické poloze v centru Evropy a v důsledku složitých historických podmínek vývoje stalo křižovatkou kultur, které se tady potkávaly, vzájemně ovlivňovaly a dále šířily v různých směrech. Na tomto území v průběhu dlouhých století vznikaly cenné stavební památky, dnes nesporně patří mezi poklady světové kultury. Jejich významnou součástí jsou dřevěné kultové stavby, které se svojí originálností, technicko-uměleckým ztvárněním a společenským významem zařadily mezi nejcennější kulturní skvosty Slovenské republiky a jsou chráněné jako národní kulturní památky.

## Pamětihodnosti
- Zámeček – jednopodlažní dvoutraktová původně renesanční stavba na půdorysu obdélníku s manzardovou střechou, původně ze 17. století. Na konci 18. století byl pozdně barokně upraven. Klasicistními úpravami prošel v 19. století.
- Řeckokatolická kaple sv. Paraskevy, jednolodní klasicistní stavba s bočními kaplemi, půlkruhovým ukončením presbytáře a věží tvořící součást její hmoty, z období let 1785-1800.[5] Úpravami prošel v letech 1937 a 1999-2005, kdy byl původní chrám zásadně přestavěn a rozšířen o novostavbu Chrámu Boží moudrosti, historická budova se tak stala boční kaplí. Presbyterium chrámu je pravděpodobně starší stavbou. Nachází se zde rokokový ikonostas z 18. století, hlavní ikony jsou z první poloviny 19. století. Fasády kaple jsou hladké s půlkruhově ukončenými okny. Věž je členěna lizénovými rámy a ukončena korunní římsou s terčíkem a barokní helmicí s laternou. Nad presbytářem je umístěna věžice s barokní helmicí s laternou.[4] U chrámu se nachází původní ohradní zeď s bránou se štítem s prolamovanou římsou a nikou.

- Řeckokatolický chrám Narození přesvaté Bohorodičky, jednolodní klasicistní stavba s půlkruhovým ukončením presbytáře a věží tvořící součást její hmoty, z první poloviny 19. století.[7] Úpravami prošel v 90. letech 20. století. Interiér je zaklenut pruskými klenbami. Nachází se zde barokně-klasicistní oltář z konce 18. století. Fasády jsou členěny půlkruhově ukončenými okny se šambránami. Věž je členěna lizénovými rámy a ukončena korunní římsou s terčíkem s malovanými hodinami a barokní helmicí s laternou.[5]

### Sochy a památníky

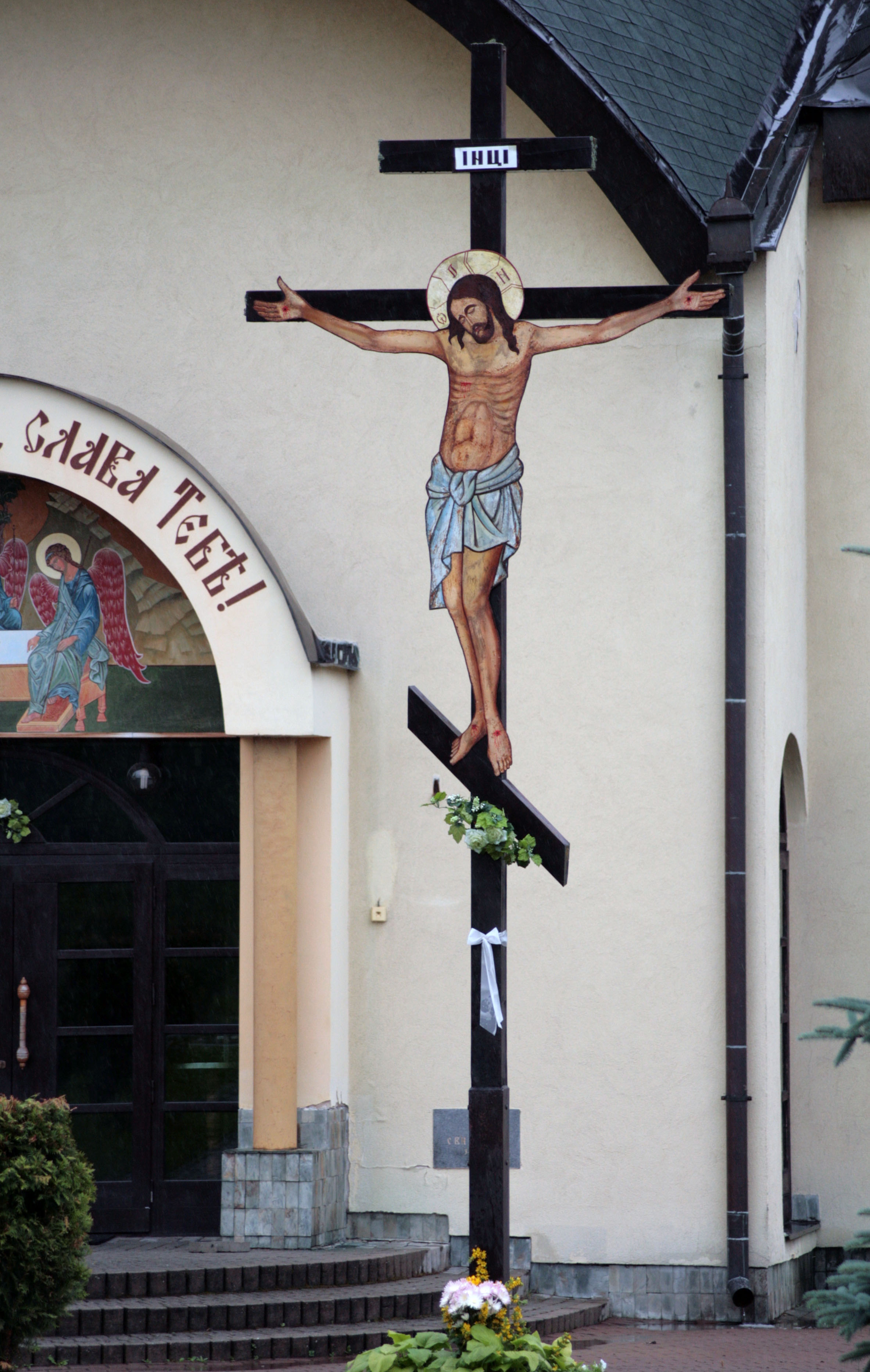
Osmikonečný kříž před vstupem do pravoslavného chrámu ve Svidníku

- Na území města je monumentální Památník Sovětské armády
- Na Námestí slobody je 4,2 m vysoká bronzová socha armádního generála Ludvíka Svobody, dílo Jána Kulicha; socha byla odhalená dne 4. 10. 1989[6]
- Památník národního buditele Alexandra Pavloviče s bronzovým sousoším od Františka Gibaly[6]
- Travertinový památník s výjevy ze života Alexandra Pavloviče (autor: Štefan Hapák)[6]
- Památníky na připomenutí úmrtí odminovačů[6]
- Menší památník v Parku Ludvíka Svobody za sochou Svobody, věnovaný obětem prvního náletu na Svidník dne 12. 9. 1944[6]

## Muzea a galerie
- Expozice Vojenského historického muzea[7]
- Muzeum ukrajinské kultury[8]
- Galerie Dezidera Millyho, je umístěna ve svidnickém zámečku[9]
- Národopisná expozice v přírodě (skanzen)[10]

## Osobnosti

### Významní rodáci
- Jurko Lažo (1867–1929), československý politik
- Ivan Mikloš (* 1960), ekonom a politik

- Kristína Peláková (1987),zpěvačka

### Čestné občanství
- Armádní generál Ludvík Svoboda, československý prezident, uděleno 6. října 1967
- Generálmajor Oldřich Kvapil, uděleno 19. ledna 1985
- Alexandr Pavlovič, rusínský národní buditel, básník a řeckokatolický kněz, uděleno 29. září 2011

## Partnerská města
- Chrudim, Česko
- Kriva Palanka, Severní Makedonie
- Jaroslaw, Polsko
- Powiat Sanocki, Polsko
- Rachov, Ukrajina
- Świdnik, Polsko
- Strzyżów, Polsko
- Vrbas, Srbsko

## Galerie

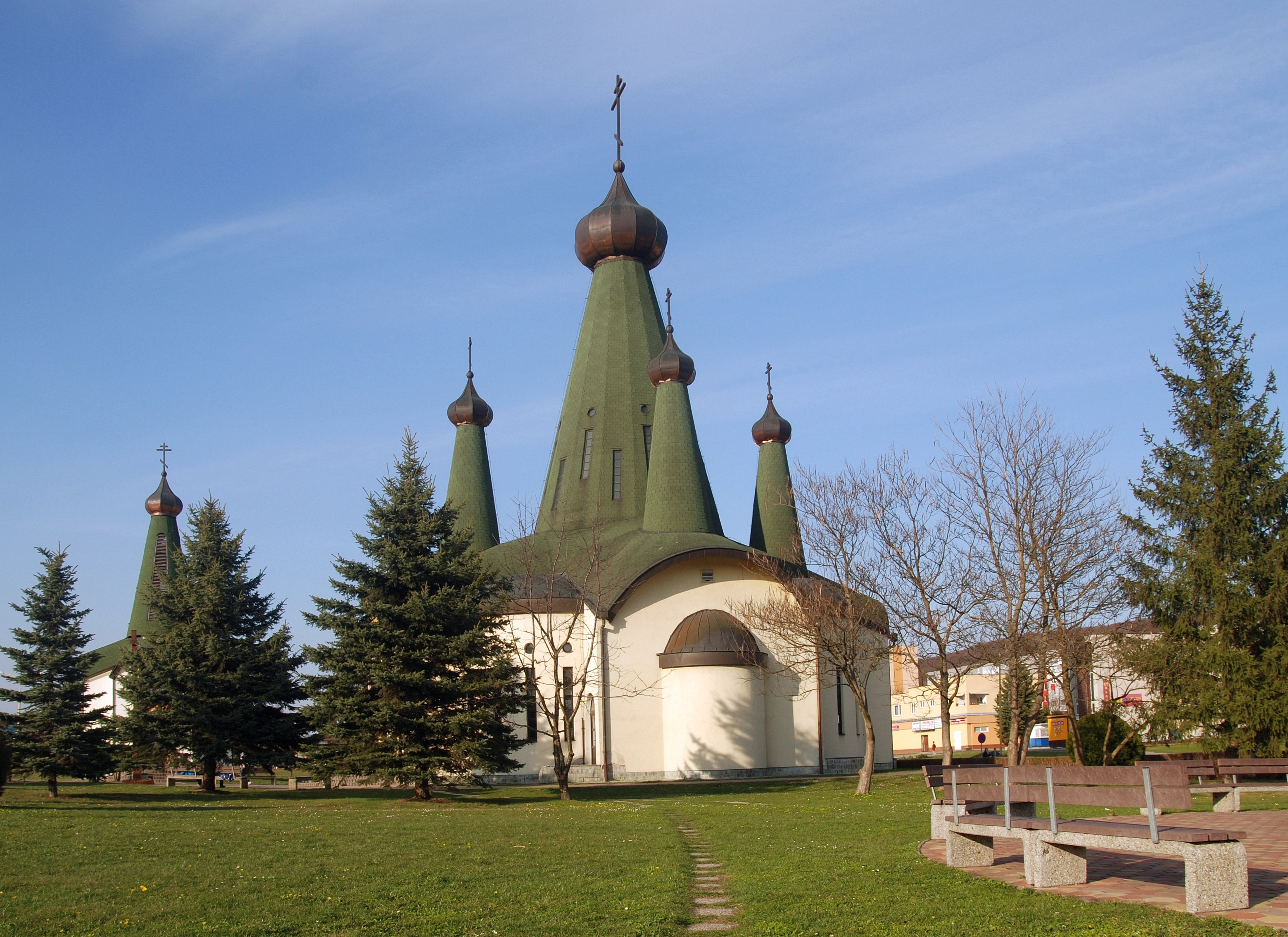
Svidník, Chrám Svaté Trojice
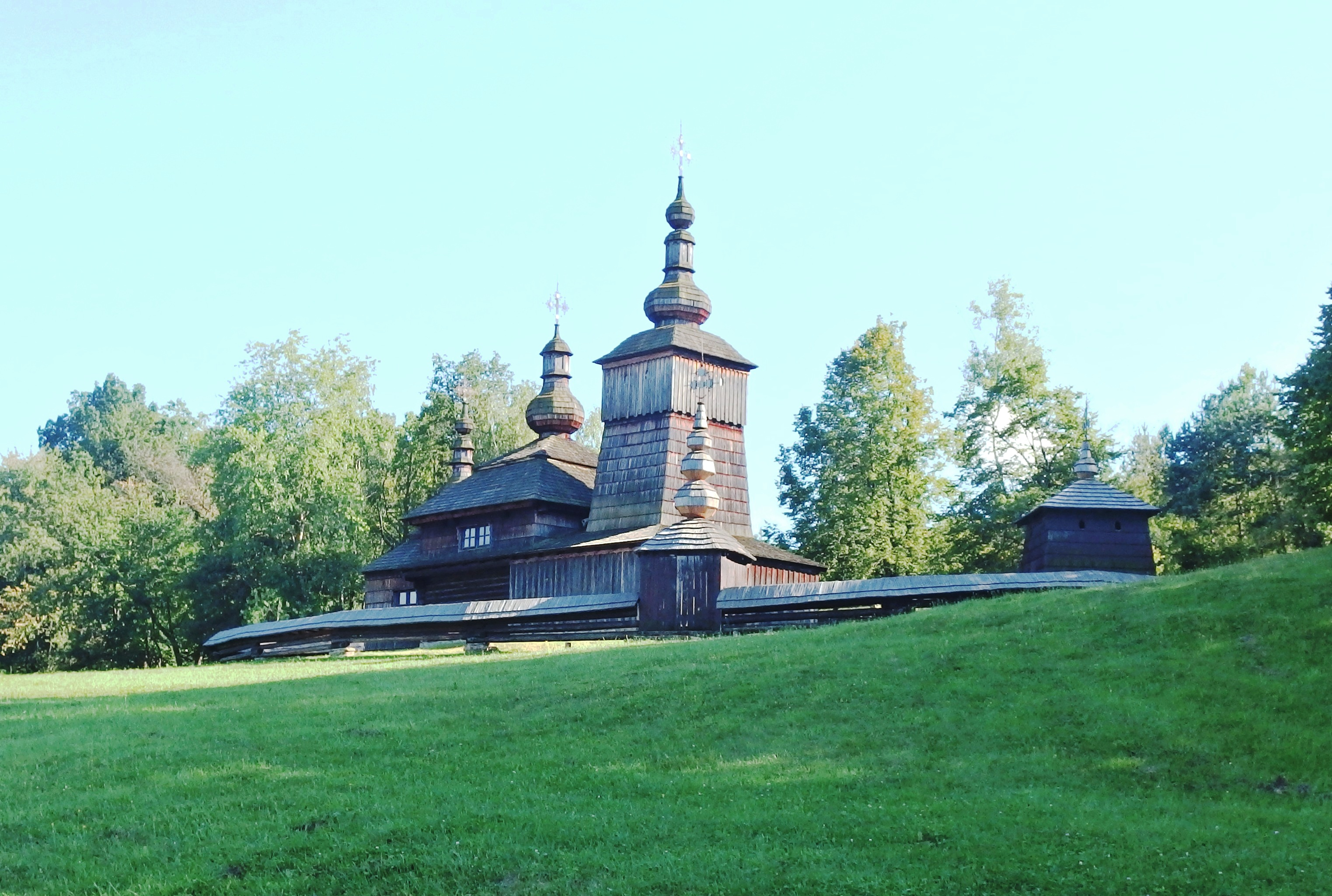
Svidník, chrám svaté Paraskevy ( z Nové Polianky)
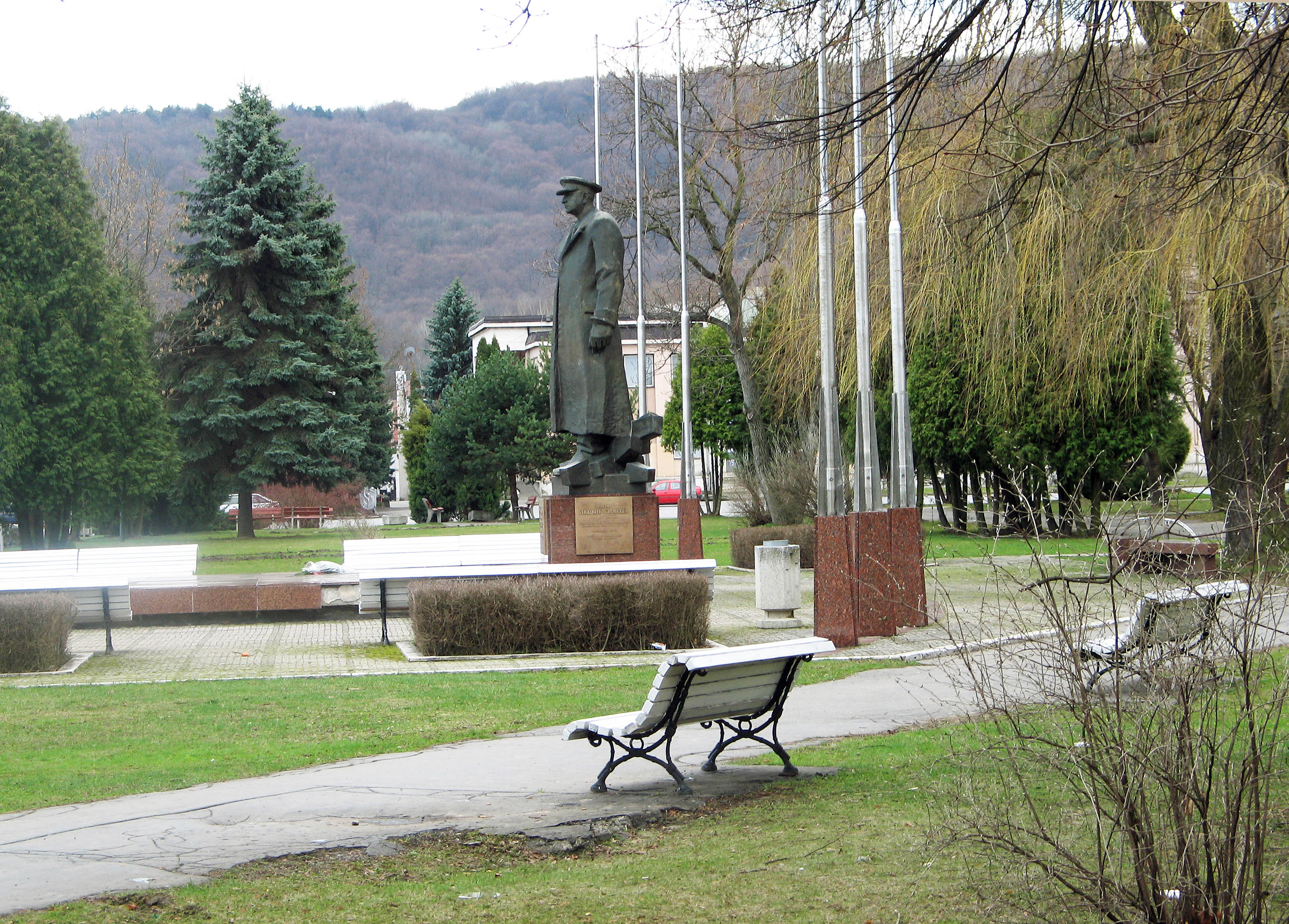
Svidník, socha generála Ludvíka Svobody
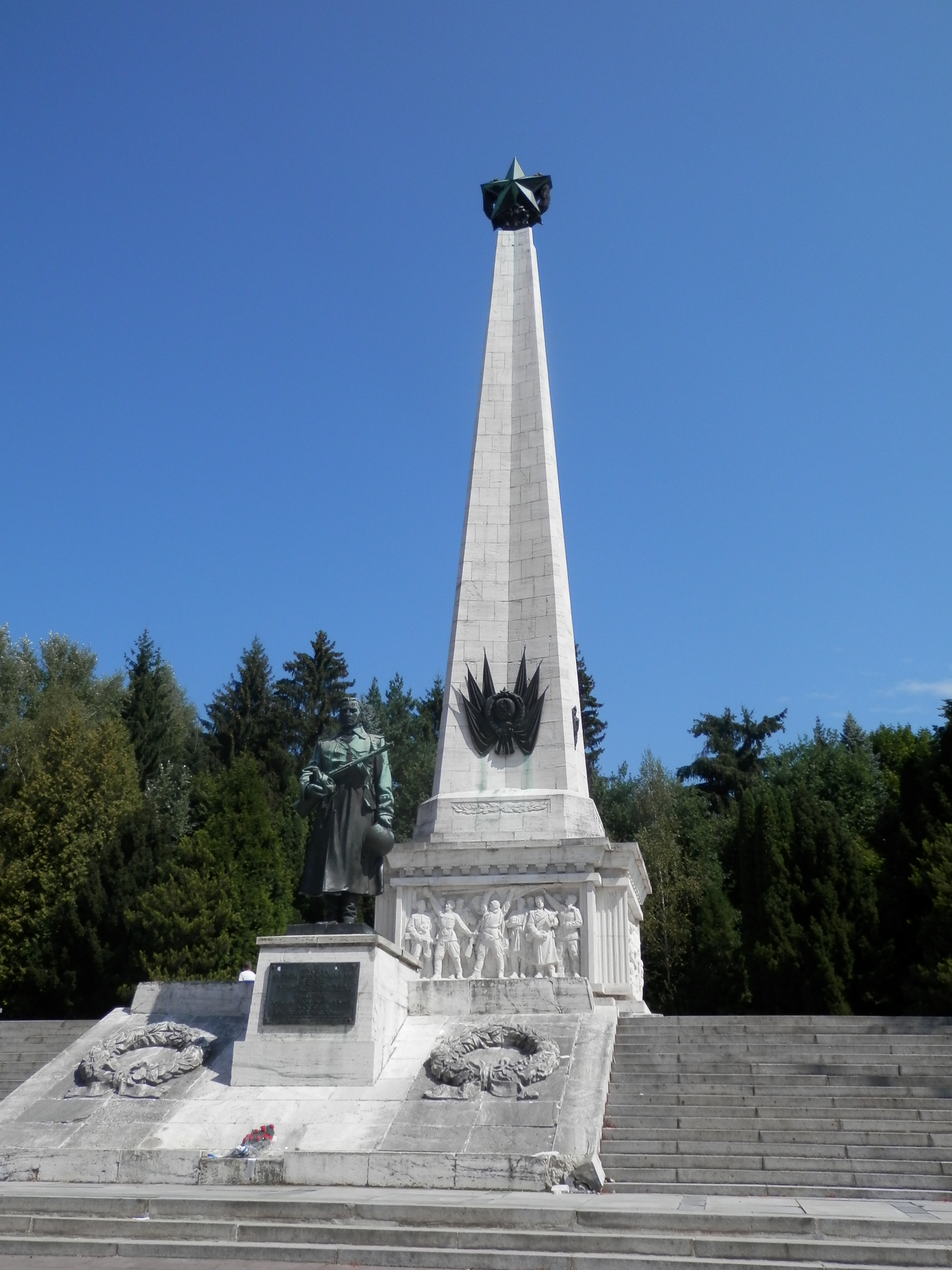
Svidník, vojenský hřbitov